# Видакова њива
Видакова њива је зворничка махала које се простире на брдима изнад Бексује и пута на излазу из града за Каракај. Једна је од млађих махала у граду. Име је највјероватније добила по њиви неког Видака на којој је настала. Сви становници су били Бошњаци. Бавили су се сплаварењем и чамцем или су радили као надничари.
Између два свјетска рата, на Буковику изнад Видакове њиве одржаване су забаве које су приређивали чланови муслиманског КПД „Слога“. Забаве за Ђурђевдан одржаване су и после Другог свјетског рата, све до формирања насеља Буковик 1970-их и 1980-их година. На ширем подручју око воденице на Златици, која се налази на другом километру пута од Српске вароше до Горње Глумине, познатог као „Омаха“, одржавана је 5. априла истоимено весеље. Од средине 1980-их, свечаности се одржавају на Мејдану узводно од Дринског моста између приобалног пута и ријеке.
У доба СФРЈ кроз Видакову њиву су пролазиле улице Видакова њива и Подрињска. Почела су ницати и насеља на некада празном простору од Видакове њиве до Каракаја. Изнад Јеврејског гробља, између Метериза и Видакове њиве, шездесетих година прошлог вијека настало је насеље власенских Рома. Средином осамдесетих година прошлог вијека изграђен је нови стамбени блок изнад пута на Метеризи.
У периоду између свјетских ратова и непосредно након тога, на Видаковој њиви живјеле су породице: Алићи, Араповићи, Авдичаушевићи, Билаловићи, Буковице, Чираци, Ћосићи, Хамбираловићи, Херићи, Хоџићи, Јусићи, Карићи, Махмутовићи, Муртезићи, Мусићи, Омеровићи, Палићи, Пеђићи и други.